# 星空異形
《星空異形》（英語：Nightflyers）是一部1987年的美國科幻恐怖電影，改編自喬治·R·R·馬丁的1980年中篇小說《暗夜飛行者》。

## 劇情
本片是關於一群開始太空旅行去尋找神秘外星生物的科學家，而在過程中受到了該太空船的惡毒電腦所侵害。

## 演員
- 凱瑟琳·瑪莉·史都華（英语：Catherine Mary Stewart） 飾 Miranda Dorlac
- Michael Praed（英语：Michael Praed） 飾 Royd Eris
- 約翰·史但丁（英语：John Standing） 飾 Michael D'Brannin
- 麗莎·柏朗特（英语：Lisa Blount） 飾 Audrey
- 葛倫·威斯洛（英语：Glenn Withrow） 飾 Keelor
- 詹姆斯·艾弗里 飾 Darryl
- 安娜貝爾·布魯克斯（英语：Annabel Brooks） 飾 Eliza
- Michael Des Barres（英语：Michael Des Barres） 飾 Jon Winderman

## 外部連結
- 互联网电影数据库（IMDb）上《星空異形》的资料（英文）
- Martin on Nightflyers （页面存档备份，存于）